# 角南重義
角南 重義（すなみ しげよし、天文7年（1538年） - 慶長14年（1609年））は、戦国時代から江戸時代初期にかけての人物。宇喜多氏の家臣。美作国英田郡江見荘の国人。父は角南伊賀守。兄弟に角南友行がいる。新五郎。刑部少輔、刑部卿。法名は如慶で、こちらが著名である。敬虔な日蓮宗徒、美作国（現・美作市）蓮花寺住職である。

## 生涯
宇喜多直家の使者として、天正2年（1574年）に小早川隆景、天正6年（1578年）には織田信忠のもとへ赴くなど、直家の信頼も厚かった。慶長3年（1598年）から慶長4年（1599年）にかけてのお家騒動で宇喜多家を退去するが、不遇にあった日蓮宗僧侶・日奥を援助した。
慶長5年（1600年）の関ヶ原の戦いの後に徳川家康に仕える。